# Premier ministre de Niévès
Le Premier ministre de Niévès (en anglais : Premier of Nevis) dirige l'administration de l'île de Niévès, un organe gouvernemental autonome au sein de la fédération de Saint-Christophe-et-Niévès.

## Constitution
La Constitution de Saint-Christophe-et-Niévès, entrée en vigueur lors de l'indépendance du pays le 19 septembre 1983, prévoit un degré d'autonomie substantiel pour l'île de Niévès, qui dispose de sa propre assemblée législative et de son propre gouvernement. L'administration de l'île de Niévès (en) est dirigée par un Premier (généralement traduit en français par Premier ministre). Celui-ci est nommé par le gouverneur général de Saint-Christophe-et-Niévès, agissant au nom du monarque, parmi les 5 membres élus de l'Assemblée de Niévès. Le gouverneur général nomme par la suite les autres membres de l'administration, parmi les membres de l'Assemblée, conformément à l'avis du Premier ministre de Niévès.

## Liste des Premiers ministres
| No | Portrait      | Titulaire                 | Mandat            | Mandat           | Parti politique | Parti politique                   |
| No | Portrait      | Titulaire                 | Début             | Fin              | Parti politique | Parti politique                   |
| -- | ------------- | ------------------------- | ----------------- | ---------------- | --------------- | --------------------------------- |
| 1  | Simeon Daniel | Simeon Daniel (1934-2012) | 19 septembre 1983 | 2 juin 1992      |                 | Parti réformateur de Niévès       |
| 2  | Vance Amory   | Vance Amory (1949-2022)   | 2 juin 1992       | 11 juillet 2006  |                 | Mouvement des citoyens conscients |
| 3  | Joseph Parry  | Joseph Parry (en) (1948)  | 11 juillet 2006   | 23 janvier 2013  |                 | Parti réformateur de Niévès       |
| 4  | Vance Amory   | Vance Amory (1949-2022)   | 23 janvier 2013   | 18 décembre 2017 |                 | Mouvement des citoyens conscients |
| 5  | Mark Brantley | Mark Brantley (en) (1969) | 18 décembre 2017  | En cours         |                 | Mouvement des citoyens conscients |